# Речички рејон
Речички рејон (блр. Рэчыцкі раён; рус. Речицкий район) административна је јединица другог нивоа у централном делу Гомељске области на истоку Републике Белорусије.
Административни центар рејона је град Речица.

## Географија
Речички рејон обухвата територију површине 2.713,95 км² и на 5. је месту по површини у Гомељској области. Окружен је са 7 других рејона Гомељске области - Жлобински, Буда-Кашаљовски, Гомељски, Лојевски, Хојнички, Калинкавички и Светлагорски.
Највећи део рејона обухвата подручје Речичке алувијалне равни, максималне надморске висине до 161 метар. Клима је умереноконтинентална са јануарским просеком температура од −6,6°C, јулским од 18,4°C. Просечна годишња сума падавина је 655 мм.
Рељефом доминира река Дњепар са својим притокама од којих је најважнија река Ведрич. Бројна су и мања језера. Под шумама је око 47% територије рејона.

## Историја
Рејон је основан 8. децембра 1926, а у саставу Гомељске области је од 1938. године. Територијално је проширен 1959. када су му присаједињене 4 сеоске општине и град Василевичи пошто је Василевички рејон расформиран као управна јединица.

## Демографија
Према резултатима пописа из 2009. на том подручју стално је било насељено 104.781 становника или у просеку 38,04 ст/км².
Основу популације чине Белоруси (89,29%), Руси (7,54%), Украјинци (1,69%) и остали (1,48%).
У административном смислу рејон је подељен на подручје два града — Речице, која је уједно и административни центар рејона и Василевича, те на једну варошицу (Зареча) и на 18 сеоских општина. На целој територији рејона постоји укупно 188 насељених места.

## Саобраћај
Најважнија саобраћајница која пролази преко рејона је железница и аутопут Гомељ—Калинкавичи, а значајнији друмски правци су М10 граница са Русијом—Гомељ—Кобрин, Р32 Речица—Лојев; Р33 Речица—Хојники и Р82 Акцјабрски—Паричи—Речица са скретањем ка Светлагорску.